# Liberale da Verona
Liberale da Verona (1441 - 1526) est un peintre italien et enlumineur de la Renaissance se rattachant à l'école véronaise.

Élève du peintre Vincenzo di Stefano, Liberale da Verona est fortement influencé par Andrea Mantegna et Jacopo Bellini.
Giovanni Francesco Caroto et Francesco Torbido furent des élèves de son atelier à Vérone.

## Biographie
Il naît vers 1445 à Vérone, où il est enregistré en 1455 à l'âge de dix ans. Son nom de famille paternel, Bonfanti, n'est mentionné que dans son testament de 1527. Son père, Iacopo della Biava (Biada), boulanger et drapier né à Monza mais résidant à Vérone depuis 1433, avait épousé en 1438 Iacopa Solimani, fille du peintre Zenone. De cette union serait né Liberale, puisqu'un document de 1481 l'identifie comme neveu du peintre véronais Nicolò Solimani, fils de Zenone. Iacopa mourut en 1455, année où Iacopo della Biava se maria avec une certaine Margarita, âgée de 25 ans.
En 1465, Liberale, orphelin de père, vit encore à Vérone, où il apparaît le 19 janvier comme témoin d'un acte de concession du monastère olivétain de Santa Maria in Organo, dans lequel il est dit qu'il travaille comme boulanger.
Il fut l'élève du peintre Vincenzo di Stefano, bien qu'il ait été fortement influencé par Andrea Mantegna et Jacopo Bellini. Il figure dans les Vite de Giorgio Vasari. À Vérone, il a peint une Adoration des Mages dans le Dôme, et une autre pour la chapelle de l'évêché. Pour l'église de San Bernardino, il a peint dans la chapelle de la compagnie de la Maddalena. Il a également peint une Naissance et une Assomption de la Vierge. À la galerie Brera, il y a un Saint Étienne. Des livres enluminés de lui se trouvent dans la cathédrale de Chiusi. Le Saint Sébastien du Princeton University Art Museum est attribué à Liberale. Entre avril et mai 1476, Liberale quitte Sienne pour s'installer à nouveau à Monte Oliveto Maggiore. Le 22 juin, toujours invité par l'archicénobium, il envoya un de ses "soma" à Florence, peut-être dans l'intention d'y rester quelque temps. On peut supposer que, dans ces circonstances, il avait définitivement regagné le nord, car on n'a plus de nouvelles de lui jusqu'au 9 septembre 1481, date à laquelle il signa un accord avec Nicolò Solimani pour décorer la chapelle de Tonso dans l'église servite de l'Annunziata à Rovato, mais il n'y a aucune trace de ces fresques.
Le 5 août 1527, il dicta son testament dans sa maison de San Giovanni in Valle en présence, entre autres, du peintre Bonifacio di Bartolomeo Pasini et du sculpteur Francesco di Antonio Began.
Liberale désigna sa femme Eva comme usufruitière de ses biens mobiliers et immobiliers, en précisant qu'à sa mort, Margherita et Lucrezia, filles du peintre Francesco Torbido, à qui il avait légué un retable représentant l'Assomption de la Vierge et confié la tâche d'achever un retable pour la Confraternité laïque de la Sainte Vierge dans la cathédrale de Vérone, devaient être considérées comme héritières universelles.
L'information fournie par Vasari, selon laquelle Liberale serait mort le jour de la Sainte Claire (11 août) en 1536, est contredite par le registre de Vérone de 1529, qui mentionne le peintre comme déjà décédé.

## Œuvres
- Sainte Madeleine, sainte Catherine et sainte Toscane, église Sant'Anastasia de Vérone
- Adoration des mages, Duomo de Vérone et dans une chapelle de l'archevêché.
- Naissance et Assomption de la Vierge
- Saint Étienne, pinacothèque de Brera, Milan
- Enluminures de livres à la cathédrale de Chiusi.
- Enluminures de livres à la cathédrale de Sienne (bibliothèque Piccolomini).
- Panneaux de cassoni (coffres de mariage florentins décorés)
- Les Joueurs d'échecs (Verona) Etats-Unis d'Amérique, New York, Metropolitan Museum of Art
- Vierge à l'Enfant avec le petit saint Jean-Baptiste, Musée de Grenoble, France
- Le Christ à la colonne, Musée du Petit Palais, Avignon, France
- L'Enlèvement d'Europe, Musée du Louvre, Paris, France
- Vierge à l'Enfant et ange, Museum of Fine Arts, Budapest, Hongrie
- Le mage Simon offre à St Pierre de l'argent (...), Royaume-Uni de Grande-Bretagne, Cambridge, Fitzwilliam Museum

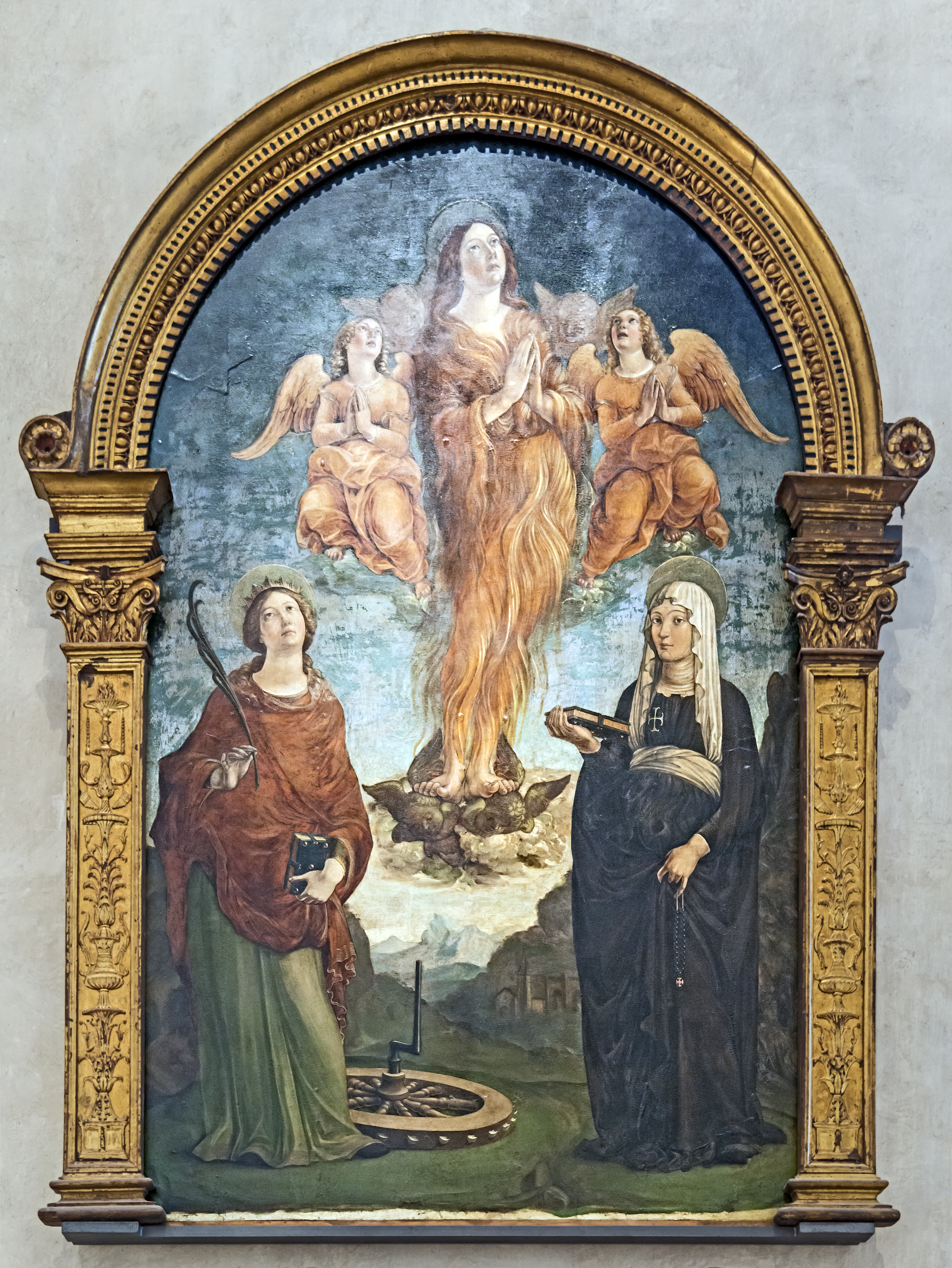
Sainte-Madeleine, sainte-Catherine et sainte-Toscane Église Sant'Anastasia (Vérone)
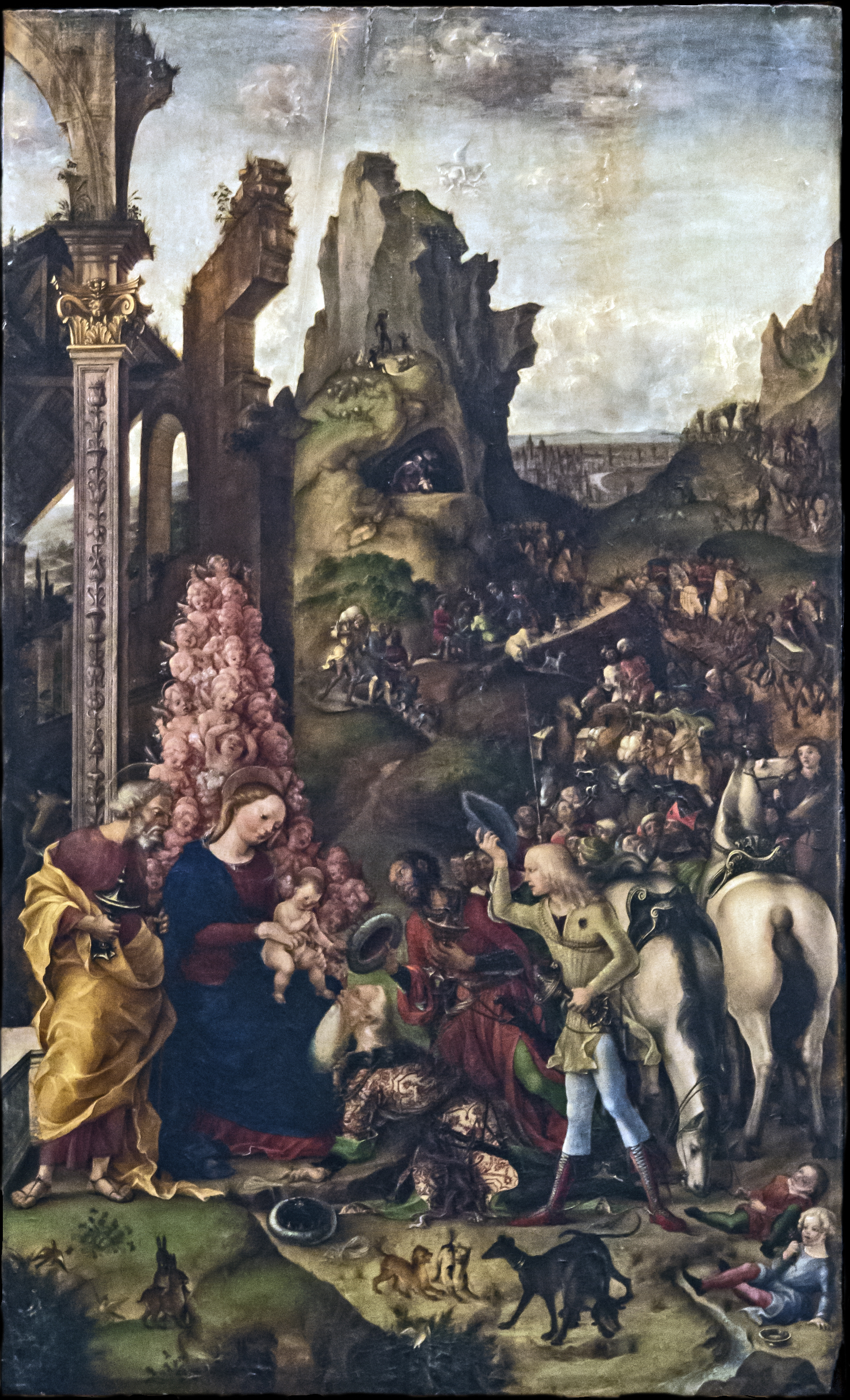
Adoration des mages, Cathédrale de Vérone
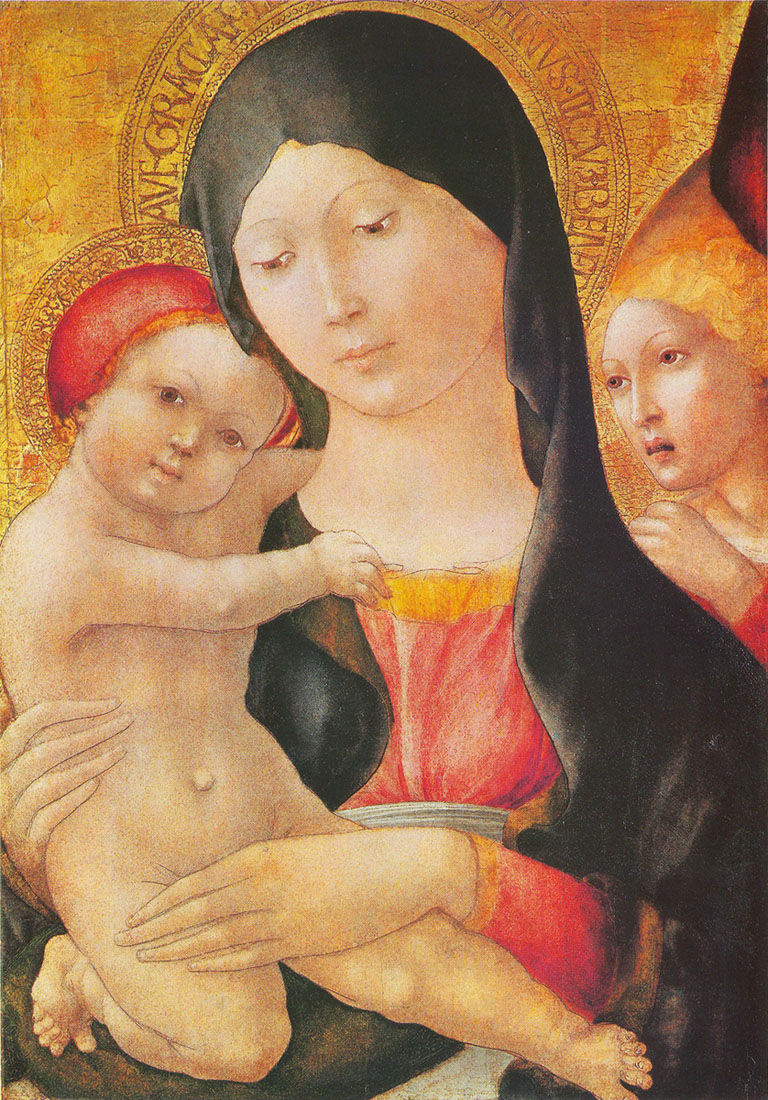
Vierge à l'Enfant et ange, Museum of Fine Arts, Budapest